# این دختر همان مرد است
این دختر همان مرد است (به انگلیسی: She's the Man) فیلمی کمدی رمانتیک به کارگردانی اندی فیکمن محصول سال ۲۰۰۶ آمریکا است که از بازیگران اصلی آن می‌توان به آماندا باینس، چنینگ تیتوم، لورا رمزی، دیوید کراس اشاره کرد. این فیلم برداشتی از نمایشنامه شب دوازدهم نوشته ویلیام شکسپیر است.
این فیلم پیرامون دختر نوجوانی به نام وایولا هستینگز است که به منظور بازی با تیم فوتبال پسران وارد مدرسه برادرش می‌شود و تظاهر به پسر بودن می‌کند.

## خلاصه داستان
وایولا هستینگز (آماندا باینس) علاقه شدیدی به فوتبال دارد اما تیم فوتبال دختران مدرسه منحل می‌شود ودرخواست او برای بازی در تیم پسرها پذیرفته نمی‌شود وایولا یک برادر دوقلو دارد که در مدرسه دیگری تحصیل می‌کند.
او متوجه می‌شود برادرش برای شرکت در یک جشنواره موسیقی قرار است به لندن برودودر نتیجه نمی‌تواند به مدرسه برود از همین رو اوتصمیم میگرد خودش را به جای برادرش جا بزند تا بتواند در تیم پسران فوتبال بازی کند.
اما حالا او وارد دنیای متفاوتی با سختی‌های زیادی شده‌است و…

## شخصیت‌ها
- آماندا باینس در دو نقش وایولا (خواهر)/سباستین هستینگز (برادر)
- چنینگ تیتوم در نقش دوک اورسینو
- لورا رمزی در نقش اولیویا لنوکس
- دیوید کراس در نقش مدیر هوریشیو طلایی
- وینی جونز در نقش مربی دینکلیج
- الکساندرا برکنریج در نقش مونیکا والنتین
- جان پایپر-فرگوسن در نقش راجر
- جولی هاگرتی در نقش دافنه
- جیمز کرک در نقش سباستین هستینگز
- رابرت هافمن در نقش جاستین درایتون
- جاناتان سادوفسکی در نقش پاول آنتونیو
- آماندا کرو در نقش کیا
- جسیکا لوکاس در نقش ایوونه
- جیمز سیندر در نقش ملکوم فست
- رابرت تورتی در نقش مربی پیستونک
- لیندا بوید در نقش شریل
- براندون جی مک‌لارن در نقش توبی
- امیلی پرکینز در نقش یونیک بیتس

## واکنش‌ها

### گیشه
این فیلم در گیشه سینماهای آمریکای شمالی توانست شماره ۴ را به خود اختصاص دهد و در هفته نخست نمایش ۱۰٫۷ میلیون دلار فروش کرد. فروش این دختر همان مرد است در داخل آمریکا ۳۳٬۷۴۱٬۱۳۳ دلار و در مجموع در سطح جهان به ۵۷٬۱۹۴٬۶۶۷ رسید.

### واکنش منتقدان
این دختر همان مرد است نظرهای متفاوتی را دربرداشت. به گزارش راتن تومیتوس ۴۴٪ از منتقدان نگاه مثبتی به فیلم داشته‌اند و با بررسی ۱۱۰ بررسی به‌طور میانگین نمره ۵ از ۱۰ را به فیلم داده‌اند. همچنین بهترین منتقدان راتن تومیتوس که از منتقدان مردمی، روزنامه‌ها، وبگاه‌ها و برنامه‌های رادیویی و تلویزیونی تشکیل می‌شود، با بررسی ۳۰ نقد که دربارهٔ این فیلم انجام شده بود، آن را دارای محبوبیت ۵۰ درصدی دانسته‌اند.